# Matías Jones
Matías Jones (Montevideo, Uruguay, 1 de julio de 1991) es un futbolista uruguayo. Juega de Interior izquierdo en Danubio de la Primera División de Uruguay.

## Trayectoria
Se formó en el Danubio Fútbol Club. Allí, en formativas, logró superar los 100 goles. Debutó en Primera División con diecisiete años, y fue alternando en el primer equipo hasta lograr afianzarse.
Formó parte de la Selección de fútbol sub-20 de Uruguay, donde disputó el Campeonato Sudamericano de Fútbol Sub-20 de 2011, en este lograron ser subcampeones, por tanto, clasificar a la Copa Mundial de Fútbol Sub-20 de 2011 y al Torneo masculino de fútbol en los Juegos Olímpicos de Londres 2012.
En ese mismo año, 2011, fue traspasado al Football Club Groningen de Holanda, donde militó hasta el 2013.
En enero del 2013, fue cedido por 6 meses al FC Emmen. Finalizando este préstamo, y con el pase en sus manos, volvió a su país natal para jugar en Defensor Sporting Club, formando parte del histórico plantel que logró llegar a semifinales de la Copa Libertadores 2014.
En agosto del 2014 es transferido a La Equidad, donde consiguió jugar tan solo un partido.
En febrero del 2015 es fichado por San Martín de San Juan, club en el que permaneció hasta el 2016. En enero de este último año es adquirido por el Club Atlético River Plate de Uruguay, equipo en el que oficia hoy en día.

## Selección nacional juvenil
Ha sido internacional con la Selección Sub-20 uruguaya en varias ocasiones. Fue partícipe del Campeonato Sudamericano de Fútbol Sub-20 de 2011, donde con su selección logró clasificarse a la Copa Mundial de Fútbol Sub-20 de 2011 y al Torneo masculino de fútbol en los Juegos Olímpicos de Londres 2012.

## Clubes
| Club           | País         | Año         | Partidos | Goles | Asistencias |
| -------------- | ------------ | ----------- | -------- | ----- | ----------- |
| Danubio        | Uruguay      | 2009 - 2011 | 11       | 1     | 0           |
| Groningen      | Países Bajos | 2011 - 2013 | 12       | 1     | 0           |
| Emmen (cedido) | Países Bajos | 2013        | 9        | 0     | 1           |
| Defensor       | Uruguay      | 2013 - 2014 | 10       | 2     | 0           |
| La Equidad     | Colombia     | 2014 - 2015 | 4        | 0     | 0           |
| San Martín     | Argentina    | 2015 - 2016 | 1        | 0     | 0           |
| River Plate    | Uruguay      | 2016 - 2018 | 77       | 13    | 7           |
| Total          |              |             | 124      | 17    | 8           |